# Isabel Ferreira
Isabel Ferreira (sinh 24 tháng 5 năm 1958, Luanda, Angola ) là một Angola nhà văn. Tốt nghiệp luật, cô được biết đến với các tác phẩm như Laços de Amor (1995), Caminhos Ledos (1997), Nirvana (2004) và Remando Daqui (2005).

## Công trinh
- Laços de amor: nhà hát, Lagos, 1995. OCLC 35303097
- Caminhos Ledos Luanda, Angola: I. Ferreira, 1996. OCLC 51208514 OCLC   51208514
- Niết bàn (2004)
- À Margem das Palavras Nuas (2005)
- Remando Daqui (2005)
- O Guardador de memórias, Edições KujizaKuami, 2007. ISBN 9789899589407 Mã số   IDIA899589407, OCLC 681713371